# Elizabeth Ndudi
Elizabeth Ndudi (Dublino, 21 marzo 2005) è una lunghista irlandese.

## Biografia
Nata a Dublino in Irlanda, da padre nigeriano e madre di origini irlandesi-olandesi, è cresciuta fino agli 11 anni a Dundrum, prima che la famiglia nel 2016 si spostasse a Nantes in Francia. Dal 2023 studia all'Università dell'Illinois - Urbana-Champaign negli Stati Uniti d'America.

## Record nazionali
Seniores
- Salto in lungo: 6,68 m ( Champaign, 13 aprile 2024)

Juniores (under 20)
- Salto in lungo: 6,68 m ( Champaign, 13 aprile 2024)

## Progressione

### Salto in lungo
| Stagione | Misura    | Luogo                | Data       | Rank. Mond |
| -------- | --------- | -------------------- | ---------- | ---------- |
| 2025     | 6,42 m(i) | Champaign            | 11-1-2025  |            |
| 2024     | 6,68 m    | Champaign            | 13-4-2024  |            |
| 2023     | 6,56 m    | Gerusalemme          | 10-8-2023  |            |
| 2022     | 6,36 m    | La Chapelle-s.-Erdre | 14-5-2022  |            |
| 2021     | 5,67 m(i) | Mouilleron-le-Captif | 27-11-2021 |            |
| 2020     | 5,11 m    | Fontenay-le-Comte    | 11-10-2020 |            |

## Palmarès
| Anno | Manifestazione | Sede        | Evento         | Risultato  | Prestazione | Note                                                                   |
| ---- | -------------- | ----------- | -------------- | ---------- | ----------- | ---------------------------------------------------------------------- |
| 2022 | Europei U20    | Gerusalemme | 100 m piani    | Semifinale | 11"94       |                                                                        |
| 2022 | Europei U20    | Gerusalemme | Salto in lungo | 7ª         | 6,10 m      | [ 2 ]                                                                  |
| 2023 | Europei U20    | Gerusalemme | Salto in lungo | Oro        | 6,56 m      | Miglior prestazione personale · Miglior prestazione nazionale under 20 |
| 2024 | Mondiali U20   | Lima        | Salto in lungo | 6ª         | 6,18 m      |                                                                        |

## Campionati nazionali
- 2 volte campionessa nazionale irlandese del salto in lungo (2023, 2024)
- 1 volta campionessa nazionale irlandese indoor del salto in lungo (2023)

2023
- Oro ai campionati irlandesi indoor (Dublino), Salto in lungo - 6,28 m
- 6ª ai campionati irlandesi indoor (Dublino), 60 metri piani - 7"71
- Oro ai campionati irlandesi (Dublino), Salto in lungo - 6,00 m

2024
- Oro ai campionati irlandesi (Dublino), Salto in lungo - 6,16 m

## Altre competizioni internazionali
2025
- 4ª ai Campionati europei a squadre, ( Maribor), Salto in lungo - 6,26 m